# 피터 (프로게이머)
피터(본명: 정윤수, 2003년 4월 28일 ~ )는 대한민국의 리그 오브 레전드 프로게이머로 아이디는 Peter이다. 포지션은 서포터이며 현재 KT 롤스터에서 활동하고 있다.

## 선수 생활
2021시즌 중 농심 레드포스 2군에 입단하면서 프로 커리어를 시작했다.
2022시즌을 앞두고 1군에 콜업되었다.

## 소속팀
| # | 팀명          | 소속 기간    | 소속 리그 | 비고 |
| - | ------------- | ------------ | --------- | ---- |
| 1 | 농심 레드포스 | 2021.05.12 ~ | LCK       |      |

## 수상 내역
- LCK 아카데미 시리즈 2020 챔피언십 준우승
- 2022 LCK 챌린저스 리그 서머 우승
- 2022년 한중일 e스포츠 대회 리그 오브 레전드 부문 우승
- 리그 오브 레전드 시즌 킥오프 2023 우승